# Carmine Adamo
Carmine Adamo (Ponticelli, 3 novembre 1919 – Napoli, 20 ottobre 2012) è stato un pittore italiano.

## Biografia
Ha dipinto per quasi settant'anni, fino alla morte a 93 anni. Sposato con Laura Franciosa, deceduta nel 2006, ha avuto un'unica figlia, Maria.
Si è diplomato nel 1940 presso l'Istituto di belle arti di Napoli. Ha partecipato con successo alla Mostra dei giovani artisti napoletani (1945) e alla Nazionale di arte sacra (1950). Ha anche partecipato a rassegne d'arte in Italia, a Napoli, Castellammare, Roma, Salerno, Capri, Ischia, Caserta, Milano, Cosenza, Nocera, Bari, Cassino, Francavilla a Mare, Reggio Calabria.
È stato ordinario di pittura decorativa e vicedirettore dell'Istituto d'arte di Napoli. 
Nel 1973 è stato presidente del premio di pittura della città di Avellino.
È stato assistente del pittore Eugenio Viti e ha collaborato con i pittori napoletani dell'epoca, tra i quali Pietro Barillà, Alberto Chiancone, Vincenzo Colucci e Francesco Galante.

## Opere
- Affreschi nella chiesa di Sant'Antonio a Ischia, su bozzetto del pittore Vincenzo Colucci (1944)[2]
- Tre dipinti nel salone d’onore della Stazione marittima di Napoli aventi come tema le Repubbliche marinare (1952)
- Soffitto del "Teatro di corte nel Palazzo reale di Napoli, in collaborazione con Francesco Galante e con Alberto Chiancone[1]
- Dipinti presso il Circolo artistico politecnico e la Società navale Italia a Napoli[2]
- Tela per la cappella Mastroianni nel cimitero di Piano di Caiazzo[1]
- Volta della chiesa di San Marcellino (San Marcellino, provincia di Caserta)[2].
- Affreschi nella chiesa di San Rocco a Ponticelli, suo quartiere nella periferia est di Napoli

Ha eseguito dipinti ed affreschi, a tempera, a encausto e a olio, in diversi edifici pubblici e in molte chiese, soprattutto di Napoli e Ponticelli.

## Riconoscimenti
Nel 1953 è stato nominato accademico tiberino per meriti artistici e nel 1961 accademico dei 500.
Nel 1964 ha ottenuto l'"International Award 1963" dell'Istituto di arti e lettere di Zurigo,  nel 1971 la medaglia d'oro dell'accademia internazionale "Fide Europeion" di Messina. Ha ottenuto inoltre la medaglia d'oro del Senato della Repubblica, del Ministero della pubblica istruzione e dell'Ente provinciale del turismo di Lucca.
Nel 2004 ha ottenuto la cittadinanza onoraria del comune di San Marcellino, dove gli è inoltre stata intitolata una locale associazione storico-culturale.